# Mark Sheehan
Mark Anthony Sheehan (Dublín, 29 de octubre de 1976-14 de abril de 2023) fue un cantante, compositor, guitarrista y productor irlandés. Fue guitarrista de la banda de rock alternativo The Script, conocida como My Town en la década de 1990.

## Biografía
Sheehan nació en Mount Brown, en el área de The Liberties en Dublín. Fue integrante de la banda MyTown, junto a Danny O'Donoghue y Glen Power. Conoció a Danny O'Donoghue cuando eran jóvenes, en los barrios pobres a través de su amor por la música afroamericana. Sheehan y O'Donoghue produjeron dos canciones para el álbum The Long Road Back de Peter André. Sheehan estaba casado con Rina Sheehan, quien le dio tres hijos.

## Muerte
Falleció el 14 de abril de 2023, tras una breve enfermedad, que es desconocida.
Sheehan fue incinerado.